# Altaserbaidschanische Sprache
Die altaserbaidschanische Sprache (Fachterminus: Āzarbāydschāni, auch Āzari genannt) war eine mitteliranische Sprache, die bis zum 16. Jahrhundert in der historischen Region Aserbaidschan im Nordwesten des heutigen Iran und in angrenzenden Gebieten gesprochen wurde. Sie war neben der persischen Sprache, welche als Verwaltungs- und Kultursprache diente, die Hauptsprache der Region. Sie war ein Mitglied des Nordwestzweiges der iranischen Sprachen.
Mit der Eroberung Aserbaidschans durch die Seldschuken und wenig später durch die Ilchane, verlor die altaserbaidschanische Sprache immer mehr an Bedeutung, sodass sie während der Herrschaft der turkmenischen Aq Qoyunlu kaum mehr gesprochen wurde.
Literarische Zeugnisse dieser Sprache gibt es kaum. Zu den bedeutendsten noch erhaltenen Dokumenten, die in dieser Sprache verfasst wurden, gehört die Dobayt-Sammlung („Doppelverse“) des Mystikers Scheikh Safi al-Din Abdul Fath Is'haq Ardabili, Begründer des Safawiyya Sufi-Ordens (tariqa) und Stammvater der gleichnamigen Herrscherdynastie.
Die Sprache Tati, die heute noch im südlichen und südöstlichen Teil Iranisch-Aserbaidschans und in einigen isolierten Sprachinseln im Inneren gesprochen wird, gilt allgemein als Nachfolgesprache. Die ebenfalls nordwestiranischen Nachbarsprachen Talischisch und Gilakisch stehen ebenfalls nahe, gehen aber wahrscheinlich auf nahe stehende Dialekte zurück. Die im Kaukasusgebiet gesprochene tatische Sprache ist dagegen eine Sprache des südwestiranischen Zweiges und steht dem Persischen näher. Zudem hatte die altaserbaidschanische Sprache einen starken Einfluss auf das Aserbaidschan-Türkisch, welches in der Folge ihren Platz in der Region einnahm. Der iranische Einfluss ist noch heute deutlich.

## Belege
1. 1 2  R. Tapper/E. Yarshater, "AZERBAIJAN - The Iranian language of Azerbaijan", in Encyclopaedia Iranica, online ed. - LINK
2. ↑  R. Tapper/E. Yarshater, "AZERBAIJAN - The Iranian language of Azerbaijan: Āḏarī in written sources", in Encyclopaedia Iranica, online ed. - LINK: "... Eleven double dobaytīs by Shaikh Ṣafī-al-dīn, and therefore apparently in the language of Ardabīl, in the Selselat al-nasab-e Ṣafawīya of Shaikh Ḥosayn, a descendant of Shaikh Zāhed Gīlānī, the mentor (morād) of Shaikh Ṣafī-al-dīn (Berlin, 1343/1924-25, pp. 29-33) [...] Of the written remains of Āḏarī, the dobaytīs of Shaikh Ṣafī-al-dīn are the most important: They are relatively old, their linguistic area and their author are known, and they are accompanied by a paraphrase in Persian which helps their understanding. ..."
3. ↑  Zur Verbreitung vgl. diese Sprachenkarte des Iran von der Columbia State University, gelb eingezeichnet als (Southern) Tati oder Azari.
4. ↑  V. Minorsky: Azarbaijan, in Encyclopaedia of Islam. Ed.: P. Bearman, Th. Bianquis, C. E. Bosworth, E. van Donzel und W.P. Heinrichs. Brill. Digit. ed.: "... In the beginning of the 5th/11th century the Ghuzz hordes, first in smaller parties, and then in considerable numbers, under the Seljuqids occupied Azarbaijan. In consequence, the Iranian population of Azarbaijan and the adjacent parts of Transcaucasia became Turkophone while the characteristic features of Ādharbāyjānī Turkish, such as Persian intonations and disregard of the vocalic harmony, reflect the non-Turkish origin of the Turkicised population. ..."
5. ↑  R. Tapper/E. Yarshater, "AZERBAIJAN - Iranian Elements in Azeri Turkish", in Encyclopaedia Iranica, online ed. - LINK: "... Azeri is, perhaps after Uzbek, the Turkic language upon which Iranian has exerted the strongest impact—mainly in phonology, syntax and vocabulary, less in morphology. Much of the Iranian interference is also present, albeit less strongly in other Turkic languages, e.g., Ottoman Turkish, but many features are specific to Azeri. The strong Iranian influence upon Oghuz Turkic began already in Central Asia. ..."